# Brnik
Pour l’article homonyme, voir Brnik (Pologne).
Brnik (en macédonien Брник) est un village du sud de la Macédoine du Nord, situé dans la municipalité de Novatsi. Le village comptait 2 habitants en 2002.

## Démographie
Lors du recensement de 2002, le village comptait :
- Macédoniens : 2